# Liste de personnalités atteintes de nanisme
La liste suivante répertorie les personnalités atteintes de nanisme.

## Liste

### Acteurs et comédiens
.  Meredith Eaton, actrice et psychologue américaine. 
- Michael J. Anderson, acteur américain
- Kenny Baker, acteur britannique, interprète original de R2-D2
- Billy Barty, acteur américain, également fondateur de l'association Little People of America.
- Désiré Bastareaud, acteur français, célèbre pour son rôle de Giant Coocoo, dans la série Le Miel et les Abeilles.
- Gary Coleman, acteur américain
- Warwick Davis, acteur britannique, acteur principal de Willow
- Peter Dinklage, célèbre pour son rôle de Tyrion Lannister, dans la série Le Trône de fer (Game of Thrones).
- Michael Dunn, célèbre pour son rôle de Miguelito Loveless, dans la série Les Mystères de l'Ouest.
- Mimie Mathy, humouriste et actrice française
- Angelo Muscat, acteur maltais
- Patrick Petit-Jean, acteur dans Papy fait de la résistance (né en 1952)
- Piéral (1923-2003), acteur français.
- Jib Pocthier, comédien de la série Kaïra Shopping et le film Les Kaïra.
- Jack Purvis, acteur britannique
- David Rappaport, acteur britannique
- Roberto, dit « le nain Roberto », comédien français notamment dans la série de films des Angélique.
- Zelda Rubinstein, actrice américaine
- Felix Silla, acteur italien
- Anouar Toubali, acteur français, connu pour son rôle "Karim" dans le film Pattaya (film)
- Verne Troyer, acteur américain
- Jimmy Vee, acteur britannique
- Hervé Villechaize, acteur français
- Weng Weng, acteur philippin
- Danny Woodburn, acteur américain
- Ben Woolf, acteur américain

### Animateurs
- Jason « Wee Man » Acuña, animateur dans l'émission Jackass
- André Bouchet, Passe-Partout dans Fort Boyard
- Anthony Laborde, Passe-Muraille dans le jeu télévisé Fort Boyard
- Alain Prévost, Passe-Temps dans le jeu télévisé Fort Boyard

### Architectes
- François de Cuvilliés l'Ancien (1695-1768), architecte français

### Artistes du cirque et du spectacle
- Charles Sherwood Stratton (1838-1883), connu sous le surnom de Général Tom Pouce.
- Lavinia Warren, vedette de cirque, épouse de Charles Sherwood Stratton
- Harry Earles et ses sœurs Grace, Daisy et Tiny, également acteurs de cinéma
- La famille Ovitz, famille d'artiste itinérants d'origine juive hongroise, survivants de la Shoah
- Peter Wetzel, connu sous le nom de scène Spidi, clown suisse
- Lucía Zárate, artiste mexicaine

### Catcheurs
- Dylan Postl, connu sous le nom de Hornswoggle (WWE), catcheur

### Courtisans
- Seneb, haut fonctionnaire de la cour de l'Ancien Empire égyptien.
- Nicolas Ferry, surnommé Bébé par Stanislas Leszczyński.
- Comte Józef Boruwłaski.
- Pierre Hervé, nain officiel de la cour de Louis-le-Grand.
- Helena Antonia, dame de compagnie de Constance d'Autriche.
- Jeffrey Hudson (en) (1619-1682), nain de Charles Ier et d'Henriette de France, mesurait 0,45 m à 18 ans, 0,47 m à 30 ans et 1,162 cm à sa mort[1].
- Triboulet, bouffon à la cour de François Ier[2].
- Grand-Jean, nain de Henri II[2].
- Jean Etrix, réputé pour sa finesse d'esprit, possédé par le Duc de Parme (vers 1592)[2].

### Dirigeants associatifs
- Élisabeth Fuchs, pionnière du scoutisme féminin et fondatrice d'un foyer de jeunes filles.

### Musiciens, chanteurs, rappeurs
- Bushwick Bill, rappeur américain
- Joe C., rappeur américain
- Michel Petrucciani, pianiste et compositeur de jazz français

### Peintres
- Henri de Toulouse-Lautrec, peintre et illustrateur français

### Poètes
- Alexander Pope (1688-1744), poète anglais

### Sportifs
- Rico Emanuel Abreu, pilote de stock-car américain.
- Olivia Broome, haltérophile britannique
- Eddie Gaedel, joueur de baseball américain.
- Ellie Simmonds, nageuse britannique.
- Maisie Summers-Newton, nageuse britannique.

### Religieux
- Jean Colobos, saint catholique et orthodoxe.